# Gymshark
Gymshark Ltd è un'azienda britannica di abbigliamento sportivo con sede a Solihull, nella regione delle West Midlands, in Inghilterra. Fondata nel giugno 2012 da Ben Francis e Lewis Morgan, la società ha iniziato concentrandosi sulla progettazione e vendita della propria linea di abbigliamento fitness.
Nel 2020, Gymshark ha raggiunto una valutazione di oltre 1 miliardo di sterline. Ben Francis è attualmente il proprietario di maggioranza dell’azienda. Nell’ottobre 2022, il brand ha inaugurato il suo primo negozio fisico, situato in Regent Street, nel cuore di Londra.

## Storia

### 2012–2015: Storia iniziale
Gymshark è stata fondata nel 2012 da Ben Francis e Lewis Morgan, due amici di scuola poco più che ventenni. All’epoca, entrambi frequentavano l’università: Francis studiava all’Università di Aston, prima di decidere di abbandonare gli studi. Quando diedero vita al marchio, Ben lavorava come fattorino per Pizza Hut.
Gymshark ha mosso i primi passi vendendo integratori per il bodybuilding attraverso il proprio sito web. Nel 2013, l’azienda ha iniziato a progettare e produrre la sua linea di abbigliamento fitness, segnando così l’inizio della vera espansione del brand.
All’inizio, Ben Francis realizzava i capi nel garage dei suoi genitori, confezionandoli su misura con una macchina da cucire e una stampante serigrafica acquistate grazie a 1.000 sterline di risparmi. Nel primo anno, Gymshark generava vendite di circa 500 sterline al giorno.
Nel 2013, Gymshark ha preso parte alla fiera del fitness BodyPower, tenutasi all’arena NEC di Birmingham. Durante il primo giorno dell’evento, l’azienda ha esaurito tutte le scorte disponibili. Subito dopo la fiera, la tuta Luxe di Gymshark è diventata virale su Facebook, portando a vendite record di 30.000 sterline in soli 30 minuti.
Quando il fatturato dell’azienda raggiunse le 250.000 sterline, Ben Francis e Lewis Morgan decisero di lasciare l’università per dedicarsi a tempo pieno a Gymshark.

### 2016–presente: Espansione
Nel 2016, Lewis Morgan ha deciso di ridurre il proprio coinvolgimento in Gymshark, mantenendo una quota del 20% per potersi dedicare ad altre iniziative imprenditoriali, tra cui la società di sviluppo immobiliare Ernest Cole e il brand di moda Manière De Voir.
Nel 2016, Gymshark è stata riconosciuta come l’azienda a più rapida crescita del Regno Unito, secondo la classifica Fast Track 100 del Sunday Times.
Nel 2018, Gymshark ha lasciato i suoi uffici a Redditch per trasferirsi in una nuova sede di 4.000 metri quadrati all'interno del Blythe Valley Business Park. Nello stesso anno, l’azienda ha raggiunto un traguardo significativo, registrando vendite per 100 milioni di sterline.
Nel 2019, Gymshark ha aperto un nuovo ufficio a Hong Kong. Nello stesso anno, a settembre, l’azienda ha lanciato il Gymshark Lifting Club, una palestra e centro di innovazione, situato nella stessa sede centrale di Solihull.
Nell'agosto 2019, Gymshark lancia la sua app di fitness online.
Nell'agosto del 2020, la società di private equity statunitense General Atlantic ha acquisito una partecipazione del 21% in Gymshark, valutando l'azienda oltre 1 miliardo di sterline. La società ha dichiarato che i fondi ottenuti sarebbero stati utilizzati per accelerare l'espansione globale del brand.
Nel novembre 2021, Gymshark ha nominato Gary Vaynerchuk come consulente del consiglio di amministrazione dell'azienda.
Nel febbraio 2023, Gymshark ha nominato il culturista e influencer David Laid come direttore creativo.
Nell'agosto 2023, Gymshark ha lanciato un hijab sportivo per le donne musulmane.

## Operazioni correnti
I prodotti Gymshark sono venduti direttamente ai consumatori in 180 paesi tramite siti web disponibili in 13 lingue. L’azienda conta circa 900 dipendenti a livello globale.
Nel 2019, Gymshark ha registrato vendite per 175,2 milioni di sterline, con un utile di 18,6 milioni di sterline. Circa la metà del fatturato proviene dagli Stati Uniti. Nel 2021, l'azienda ha visto una crescita del 68% nelle vendite, raggiungendo i 437,6 milioni di sterline, rispetto ai 260,7 milioni di sterline dell’anno precedente.
Nell’anno conclusosi a luglio 2023, Gymshark ha registrato un aumento del fatturato del 15%, raggiungendo i 556,2 milioni di sterline, con un incremento del 12% nelle vendite internazionali. Nonostante l’incremento delle vendite, l’azienda ha visto un calo dell’utile prima delle imposte, sceso a 13,1 milioni di sterline, rispetto ai 27,8 milioni di sterline dell’anno precedente.

## Località

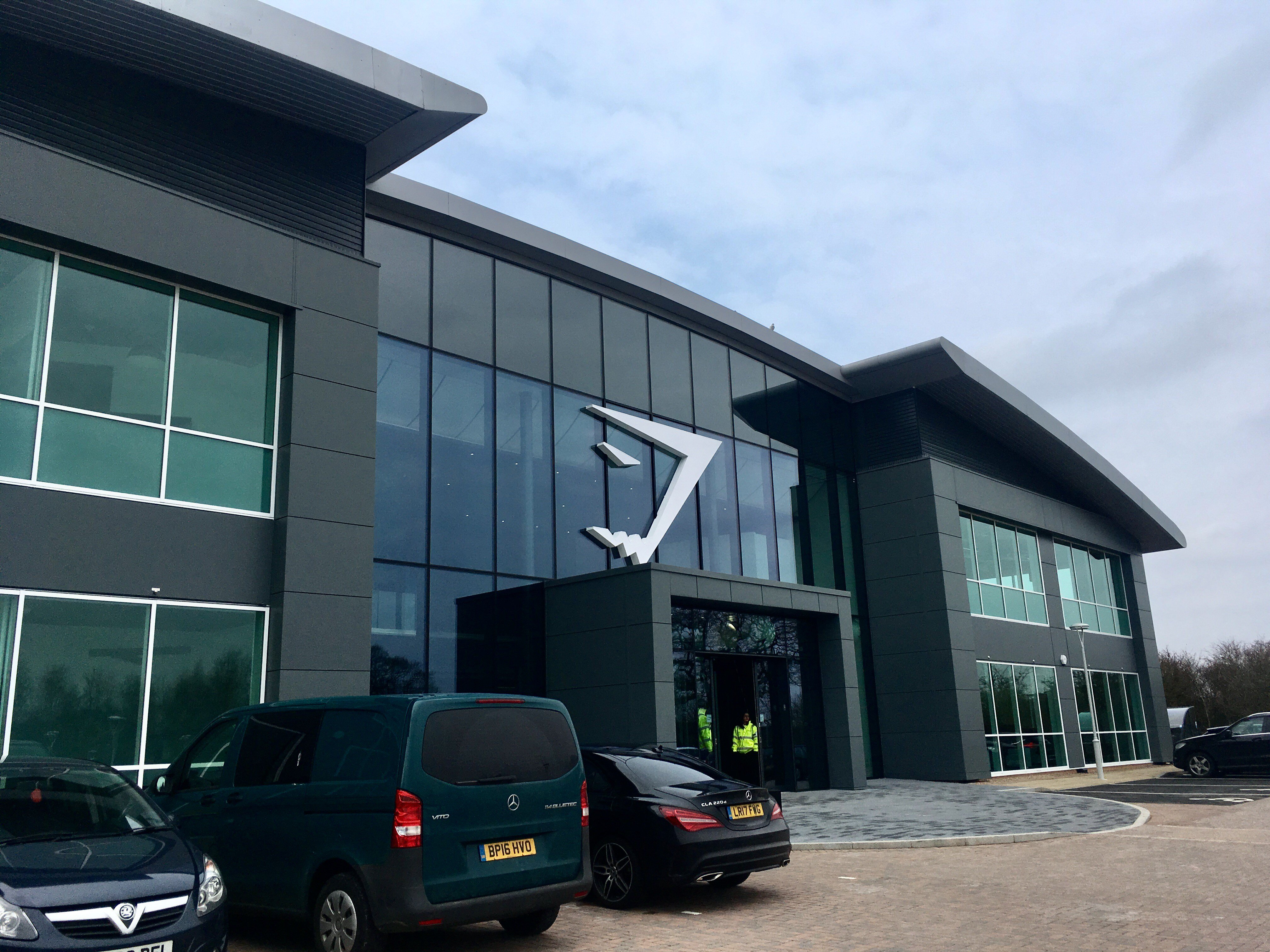
La sede centrale di Gymshark nel Blythe Valley Park

La sede centrale di Gymshark si trova al Blythe Valley Park a Shirley, West Midlands. Nel parco hanno sede anche il GSIQ, il centro innovazione dell'azienda, e il Gymshark Lifting Club.
Gymshark ha uffici anche a Londra, Hong Kong e Mauritius . Nel 2019, l'azienda ha aperto il suo primo ufficio nordamericano nel centro di Denver .
Gymshark ha aperto il suo primo negozio in Regent Street a Londra il 29 ottobre 2022.
Gymshark ha chiuso i suoi uffici di Hong Kong e Mauritius nel 2024.

## Prodotti e marketing
Gymshark vende abbigliamento fitness per uomini e donne, tra cui canotte, felpe con cappuccio, magliette e leggings. Sebbene inizialmente il marchio fosse focalizzato sugli uomini, nel 2020 circa due terzi delle vendite erano destinate alle donne.
Gymshark non si affida in modo sostanziale ai negozi fisici, ma ha aperto il suo primo negozio pop-up a Covent Garden, a Londra, nel febbraio 2020. Nel 2022, l'azienda ha inaugurato il suo primo negozio permanente in Regent Street, sempre a Londra.
Nell'agosto del 2019, Gymshark ha lanciato un’app per il fitness che offre sia piani gratuiti che premium. L’app include una varietà di allenamenti, dimostrazioni video e piani di allenamento personalizzabili. Durante i lockdown legati al COVID-19, gli allenamenti da fare a casa hanno guadagnato molta popolarità.

## Social media

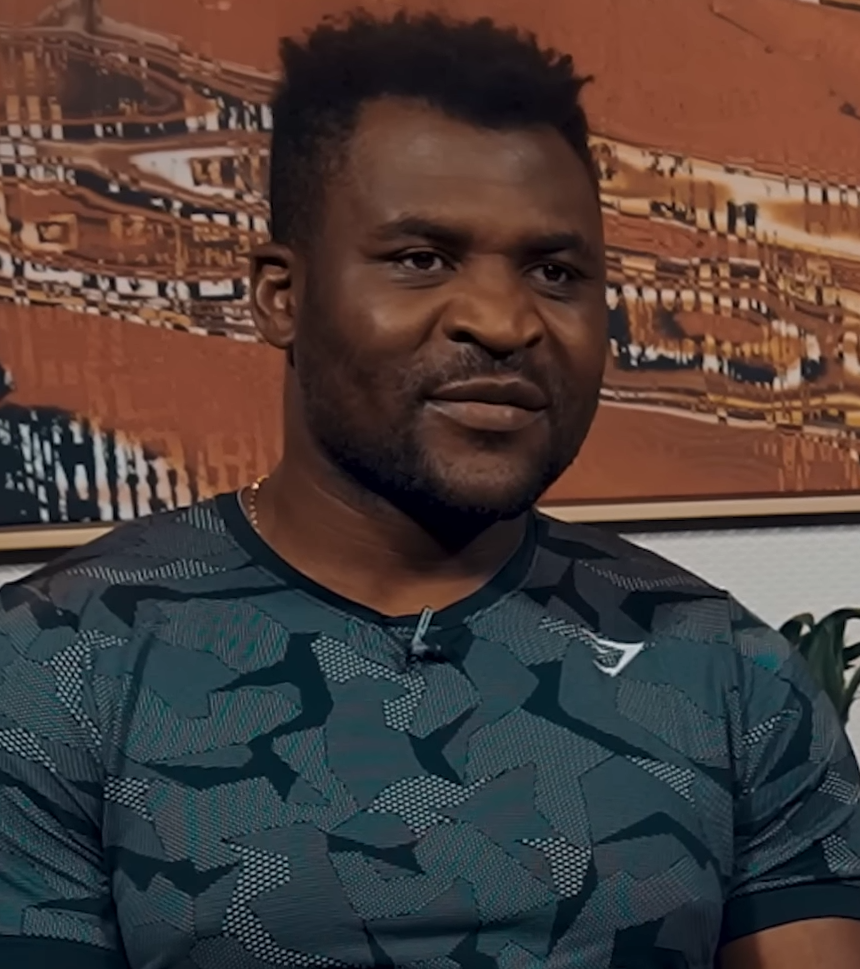
Francis Ngannou - Atleta Gymshark e combattente professionista

Gymshark è stato uno dei primi marchi a sfruttare le strategie di influencer marketing, collaborando con influencer dei social media come i culturisti di YouTube Nikki Blackketter e Lex Griffin. Questo approccio è ancora un pilastro delle sue attività di marketing, con l'azienda che continua a lavorare con influencer. A partire dal 2020, Gymshark ha pagato 125 influencer per promuovere il marchio su diverse piattaforme social.

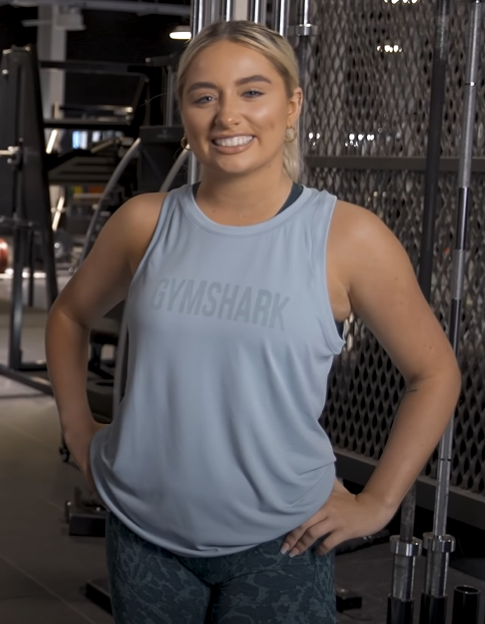
Saffron Barker - Atleta Gymshark

L'azienda collabora regolarmente con atleti e influencer. Tra gli atleti più recenti di Gymshark ci sono Francis Ngannou, Saffron Barker, GK Barry, Leana Deeb, Analis Cruz, Jessica Bickling, Gina Amin, Whitney Simmons, Joy Sistina e molti altri.

## Diversità
Nel gennaio 2022, Gymshark ha pubblicato un video intitolato "United We Sweat", che esplora come la pandemia abbia cambiato il modo in cui le persone vedono la palestra. Il video sottolinea che la palestra non è un luogo in cui tutti "si alleneranno allo stesso modo, avranno lo stesso aspetto o ameranno la stessa cosa".
Nell'aprile 2022, Gymshark ha ricevuto critiche dopo che uno shooting dietro le quinte non ha mostrato modelle di altezza superiore alla media del Regno Unito, suscitando preoccupazioni riguardo all'impegno del marchio per l'inclusività del corpo.
Gymshark ha attirato l'attenzione per il suo approccio proattivo nell'affrontare i commenti di body shaming sui social media. Rispondendo ai commentatori, l'azienda ha suggerito di cliccare sul pulsante "Non seguire" se non gradivano vedere quel tipo di contenuto. In uno dei commenti, ha scritto: "Sebbene vogliamo motivare le persone a raggiungere il loro pieno potenziale, vogliamo anche che sappiano che, se sono soddisfatte del punto in cui si trovano nel loro percorso di fitness, va bene. Le persone non devono conformarsi a un corpo ideale o a un aspetto specifico."
Nel giugno 2022, Gymshark ha lanciato una serie di video intitolata "Pride in Progress", mettendo in risalto la diversità nel fitness attraverso una campagna Pride. La serie ha visto la partecipazione di Angel Flores, un noto sollevatore di pesi transgender, e ha raccontato altre storie su come trovare il proprio posto nel mondo del fitness.
Gymshark si è impegnata a promuovere l'inclusività e la diversità all'interno della sua comunità. Secondo la rivista britannica Hyphen, la collaborazione di Gymshark con atlete che indossano l’hijab è stata elogiata per aver abbattuto le barriere nel fitness e promosso l'inclusività. Il marchio ha lavorato con figure come Leana Deeb e Umaymah Makda per dare voce e potere alle atlete musulmane. Grazie a queste collaborazioni, Gymshark ha sviluppato linee di abbigliamento pensate per soddisfare le esigenze di chi cerca un abbigliamento sobrio, inclusi modelli adatti all’hijab. Nell'agosto 2023, Gymshark ha lanciato un cartellone pubblicitario 3D che ritrae Leana con un hijab, sottolineando l’impegno del marchio nel rispettare le pratiche religiose delle donne musulmane durante gli allenamenti e nel celebrare il loro posto nella comunità. Gymshark continua a collaborare con influencer come Leana per ampliare le opzioni inclusive offerte ai propri clienti.

## Coinvolgimento e partnership della comunità
Prima di aprire i suoi negozi al dettaglio, Gymshark organizzava eventi di sollevamento pesi in diverse città per entrare in contatto con la comunità. Durante questi eventi, le persone interessate potevano incontrare e interagire con gli atleti Gymshark, ottenere abbigliamento esclusivo con il nome della città ospitante e competere per vincere premi. Questi eventi sono iniziati nel 2018 e proseguono ancora oggi. All'inizio di aprile 2023, si è svolto il primo evento di sollevamento pesi post-pandemia, con oltre 10.000 biglietti venduti.
Il più recente evento è stato Lift Miami, tenutosi a febbraio 2024. Le partnership giocano un ruolo significativo negli eventi di Gymshark, e Lift Miami ha visto la collaborazione con marchi come SourStrips, Hyperice, Plunge, Turfgames, Ghost, Liquid Death, Barry's e Stanley. Il precedente evento, Lift LA, svoltosi nell'agosto 2024, aveva invece partnership con Alani Nu, Coffee Dose, Prime, SourStrips, Pressed, Hyperice, Beignet Box e Go Greek.